# Cassinia
 Cassinia  R.Br, 1817 è un genere di piante angiosperme dicotiledoni della famiglia delle Asteraceae (sottofamiglia Asteroideae, tribù Gnaphalieae e sottotribù Gnaphaliinae).

## Etimologia
Il nome del genere deriva dal conte A.H.G. de Cassini (1781–1832), botanico francese.
Il nome scientifico del genere è stato definito dal botanico Robert Brown (1773-1858) nella pubblicazione " Observations on the Natural Family of Plants Called Compositae" ( Observ. Compositae 126 ) del 1817.

## Descrizione

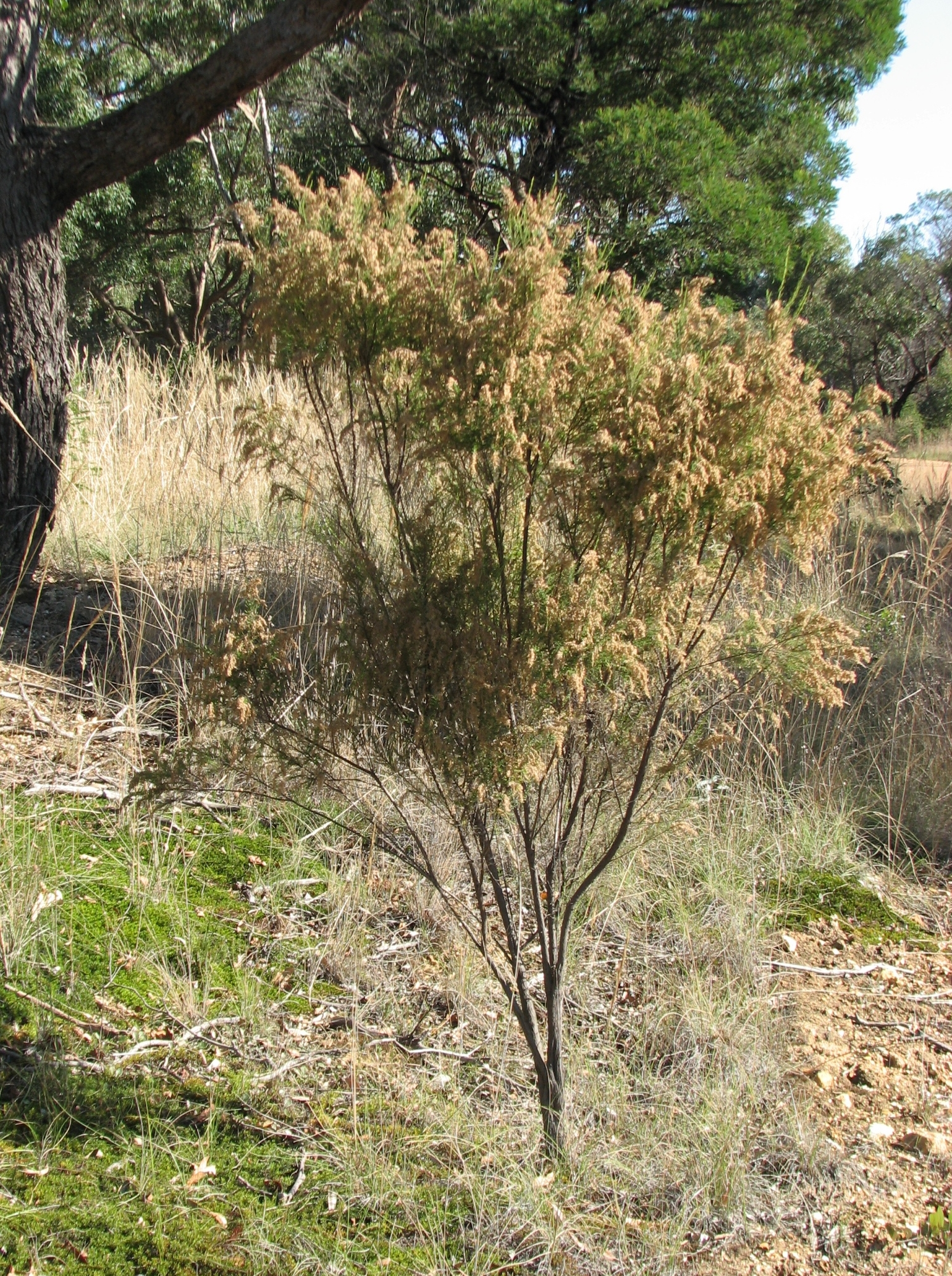
Il portamento
Cassinia arctuata

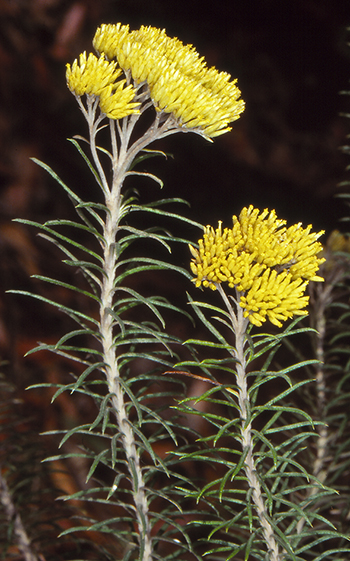
Le foglie
Cassinia cunninghamii

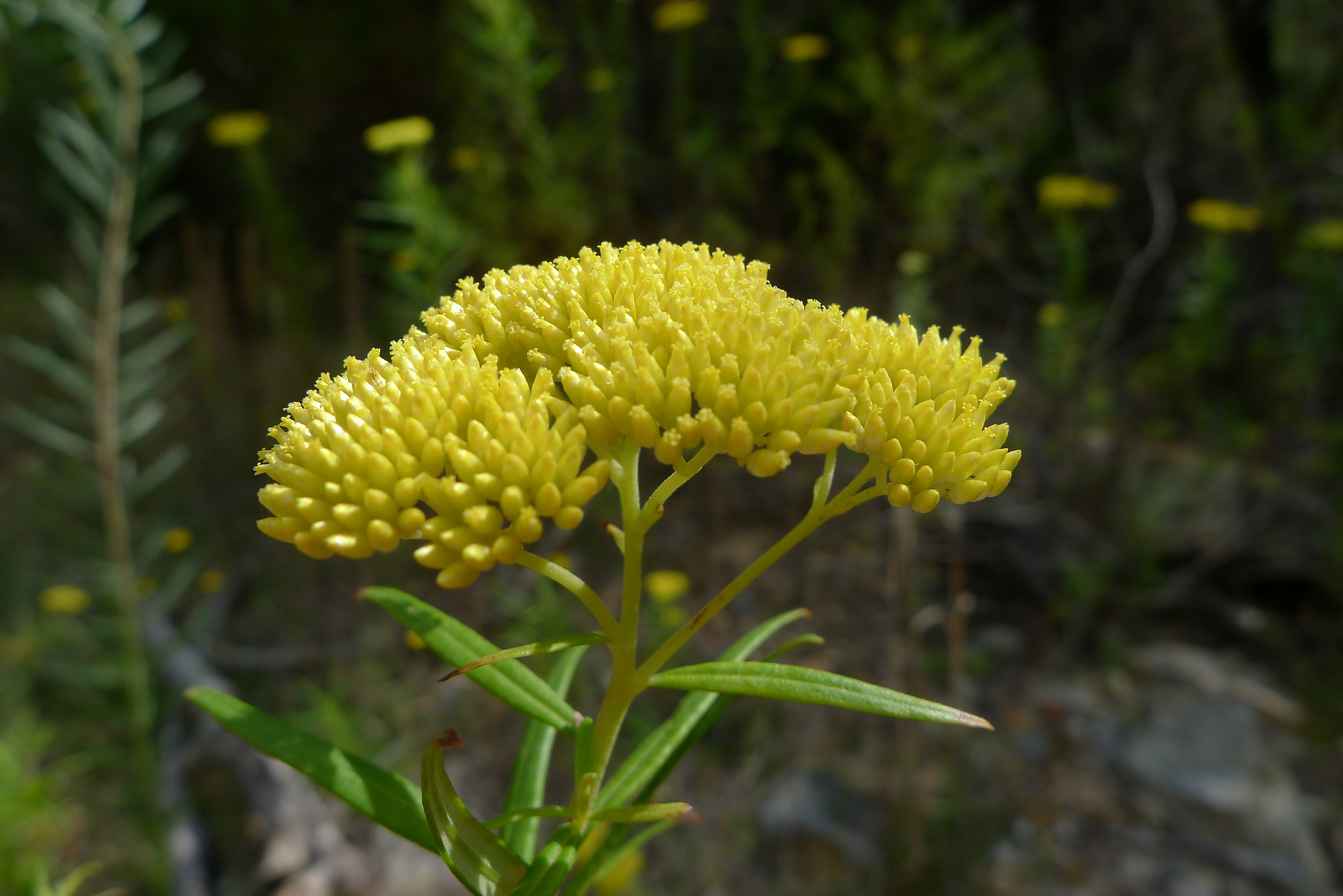
Infiorescenza
Cassinia aureonitens

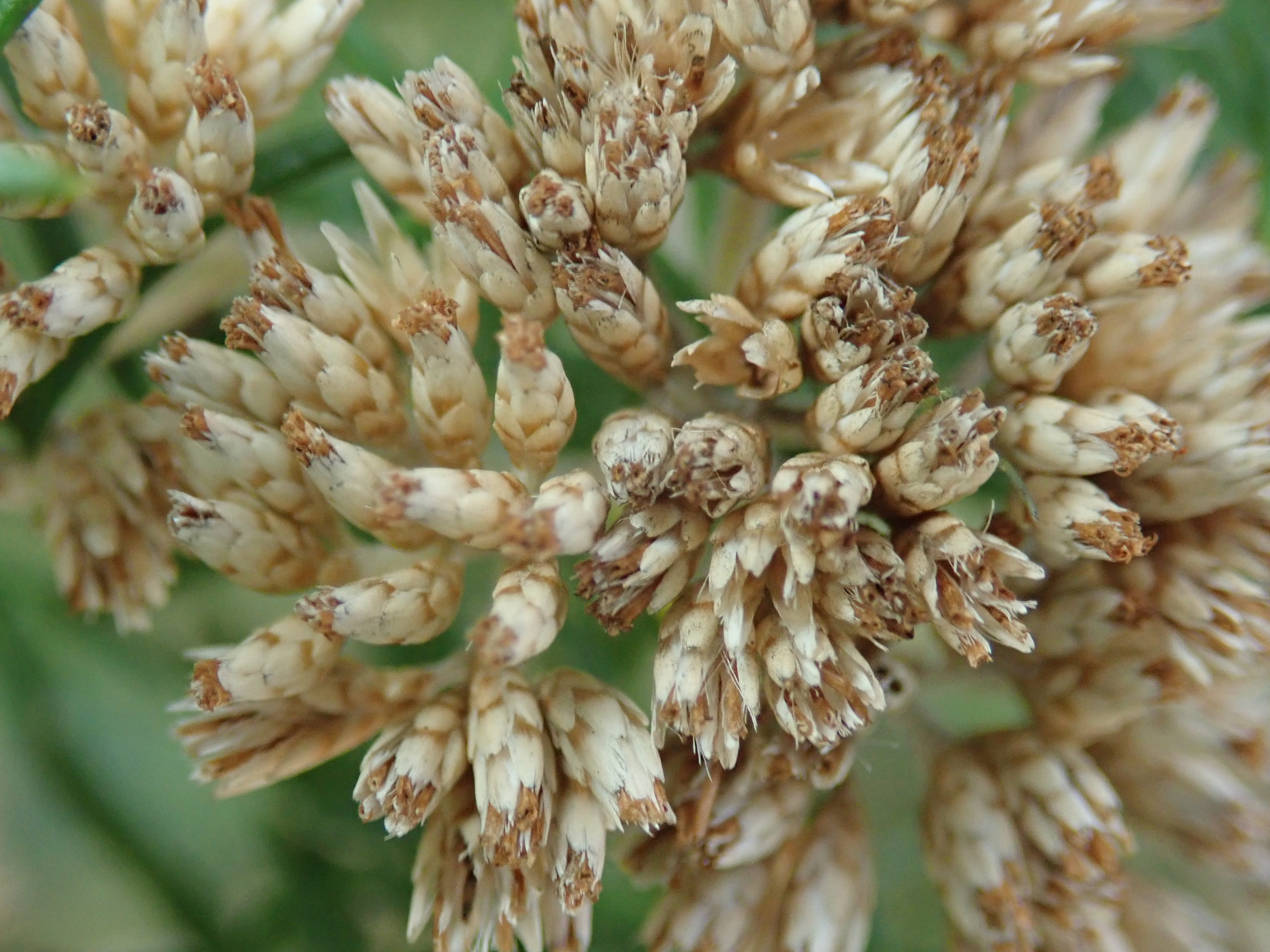
I fiori
Cassinia aculeata

Portamento. Le specie di questo gruppo hanno un habitus di tipo erbaceo arbustivo. I cauli di queste piante sono provvisti del floema, ma non di canali resiniferi; mentre i sesquiterpeni lattoni sono normalmente assenti (piante senza lattice).
Fusto. La parte aerea in genere è eretta, riccamente ramosa fin dalla base.
Foglie. Le foglie in sono disposte in modo alternato e sono quasi sempre sessili. La lamina è intera, piatta e revoluta con forme generalmente strette; i margini sono continui a volte revoluti. La superficie è tomentosa o lanosa su entrambe le superfici.
Infiorescenza. Le sinflorescenze sono composte da diversi capolini raccolti in formazioni corimbose. Le infiorescenze vere e proprie sono formate da un capolino terminale di tipo disciforme (con fiori eterogami). I capolini sono formati da un involucro, con forme da cilindriche a campanulate, composto da diverse brattee, al cui interno un ricettacolo fa da base ai fiori. Le brattee, glabre o pelose a consistenza cartacea e colorate, sono disposte in modo più o meno embricato su più serie e possono essere connate alla base (strati di stereoma indiviso);  talora possono avere un margine ialino. Il ricettacolo è provvisto di pagliette a protezione della base dei fiori; la forma è convessa o piatta.
Fiori.  I fiori sono tetra-ciclici (formati cioè da 4 verticilli: calice – corolla – androceo – gineceo) e pentameri (calice e corolla formati da 5 elementi). Sono inoltre tubulosi, attinomorfi e si distinguono in:
- fiori del disco esterni: sono molti; sono femminili e filiformi;
- fiori del disco centrali: sono pochi (se presenti) e sono ermafroditi oppure talvolta sono funzionalmente maschili; sono filiformi.

In questo gruppo di piante i fiori radiati (ligulati o del raggio) sono assenti; a volte sono confusi con i fiori femminili (tubulosi) del disco esterno più o meno sub-zigomorfi con un lembo piatto e possono essere interpretati come fiori del raggio.
- Formula fiorale:

*/x K {\displaystyle \infty }, [C (5), A (5)], G 2 (infero), achenio
- Calice: i sepali del calice sono ridotti ad una coroncina di squame.
- Corolla: la forma della corolla normalmente è filiforme. I colori della corolla sono giallo e varietà.
- Androceo: l'androceo è formato da 5 stami sorretti da filamenti generalmente liberi; gli stami sono connati e formano un manicotto circondante lo stilo; le teche (produttrici del polline) sono prive di sperone, ma hanno la coda (una sola); le appendici apicali delle antere hanno delle forme piatte; il tessuto endoteciale (rivestimento interno dell'antera) è quasi sempre polarizzato (con due superfici distinte: una verso l'esterno e una verso l'interno). Il polline è di tipo echinato (con punte sporgenti) a forma sferica è formato inoltre da due strati di ectesine, mentre lo strato basale è spesso e regolarmente perforato (tipo “gnafaloide”).[7]
- Gineceo: l'ovario è infero uniloculare formato da 2 carpelli. Lo stilo (il recettore del polline) è intero o biforcato con due stigmi nella parte apicale. Gli stigmi hanno una forma troncata; possono essere ricoperti da minute papille o avere dei penicilli apicali. Le superfici stigmatiche sono separate.[7]

Frutti. I frutti sono degli acheni con pappo. Gli acheni sono piccoli a forma variabile da oblunga a obovoidale; la superficie può essere ricoperta di tricomi allungati; il pericarpo può essere percorso longitudinalmente da alcuni fasci vascolari. Il pappo è formato da setole capillari (barbate) connate in un anello.

## Biologia
Impollinazione: tramite insetti (impollinazione entomogama tramite farfalle diurne e notturne).

Riproduzione: la fecondazione avviene fondamentalmente tramite l'impollinazione dei fiori.

Dispersione: i semi cadono a terra e vengono dispersi soprattutto da insetti come formiche (disseminazione mirmecoria). Un altro tipo di dispersione è zoocoria: gli uncini delle brattee dell'involucro (se presenti) si agganciano ai peli degli animali di passaggio che portano così i semi anche su lunghe distanze. Inoltre per merito del pappo il vento può trasportare i semi anche per alcuni chilometri (disseminazione anemocora).

## Distribuzione e habitat
Le specie di questo genere sono distribuite in Australia, Tasmania e Nuova Zelanda.

## Tassonomia
La famiglia di appartenenza di questa voce (Asteraceae o Compositae, nomen conservandum) probabilmente originaria del Sud America, è la più numerosa del mondo vegetale, comprende oltre 23.000 specie distribuite su 1.535 generi, oppure 22.750 specie e 1.530 generi secondo altre fonti (una delle checklist più aggiornata elenca fino a 1.679 generi). La famiglia attualmente (2021) è divisa in 16 sottofamiglie; la sottofamiglia Asteroideae è una di queste e rappresenta l'evoluzione più recente di tutta la famiglia.

### Filogenesi
Il genere di questa voce è descritto nella tribù Gnaphalieae, una delle 21 tribù della sottofamiglia Asteroideae. Da un punto di vista filogenetico, la tribù Gnaphalieae fa parte del supergruppo (o sottofamiglia) "Asteroideae grade"; l'altro è il supergruppo "Non-Asteroideae" contenente il resto delle sottofamiglie delle Asteraceae. All'interno del supergruppo è vicina alle tribù Senecioneae, Calenduleae, Astereae e Anthemideae.
La sottotribù Gnaphaliinae è caratterizzata da portamenti di vario tipo con specie ginomonoiche e monoiche, da foglie con margini interi, da capolini disciformi omogami o eterogami e raramente radiati (o subradiati), dallo stilo con rami troncati e superfici stigmatiche separate apicalmente, da acheni glabri o con tricomi allungati e pappo ridotto.
Il genere  Cassinia appartiene al gruppo Australasian clade, un gruppo informale monofiletico della sottotribù Gnaphaliinae diviso in quattro sottocladi: Angianthus (specie effimere dell'Australia occidentale), Waitzia (specie perenni dell'Australia orientale), Cassinia (specie con portamento arbustivo) e Euchiton (specie perenni simili a piante lanose e alpine). Il genere di questa voce appartiene al clade Cassinia. In particolare è posizionato nel subclade "Cassinia 1" che insieme al clade Euchiton forma un "gruppo fratello"..
I caratteri distintivi del genere  Cassinia sono:
- il portamento è arbustivo;
- le antere non hanno delle code distinte;
- il pappo è sempre presente.

Il numero cromosomico delle specie di questo genere è: 2n = 28.

### Elenco delle specie
Questo genere ha 46 specie:
A
- Cassinia accipitrum Orchard
- Cassinia aculeata  (Labill.) R.Br.
- Cassinia arcuata  R.Br.
- Cassinia aureonitens  N.A.Wakef.

C - D
- Cassinia cinerea Orchard
- Cassinia collina  C.T.White
- Cassinia compacta  F.Muell.
- Cassinia complanata  J.M.Black
- Cassinia copensis Orchard
- Cassinia cunninghamii  DC.
- Cassinia decipiens Orchard
- Cassinia denticulata  R.Br.
- Cassinia diminuta Orchard

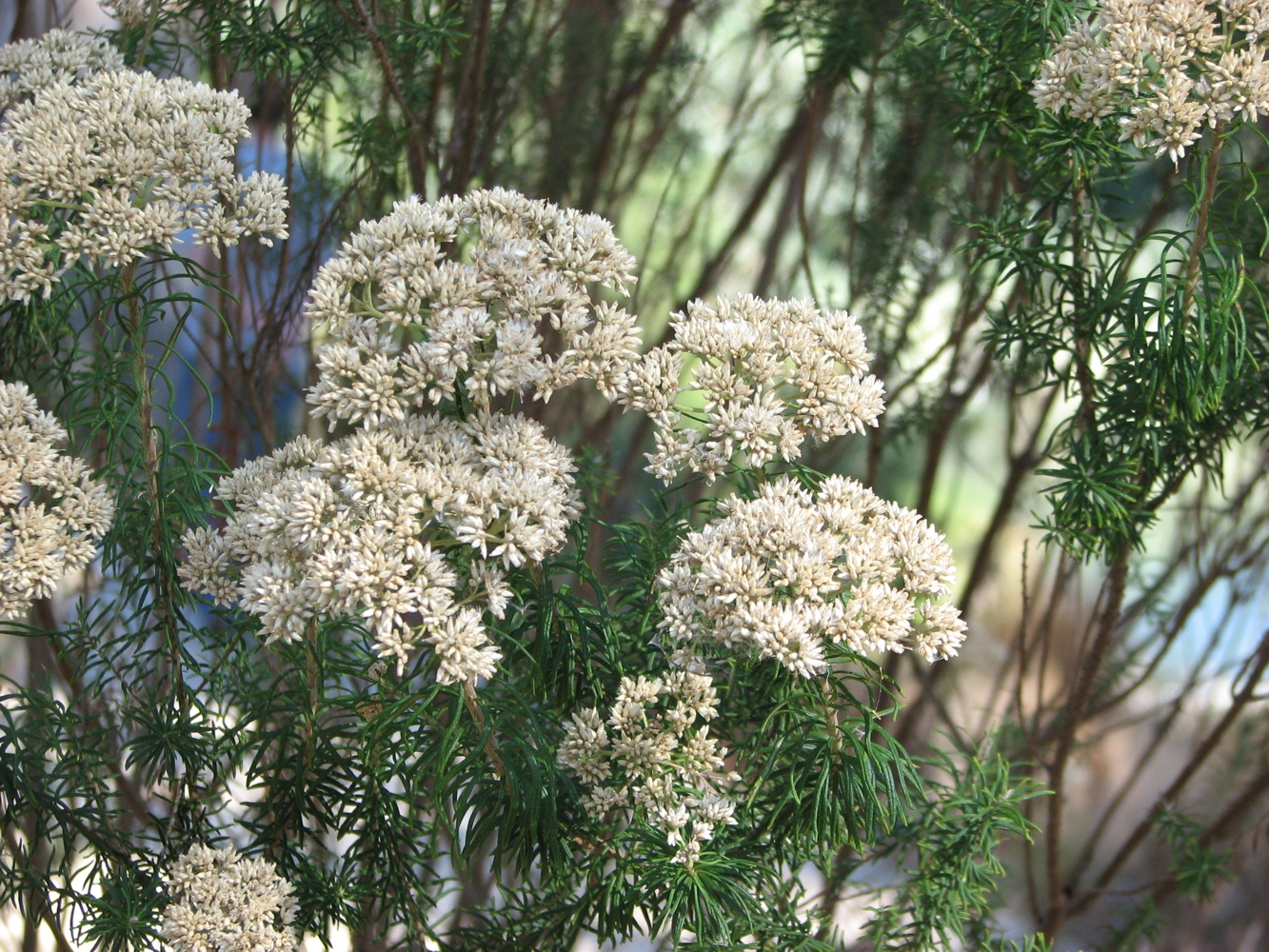
Cassinia aculeata
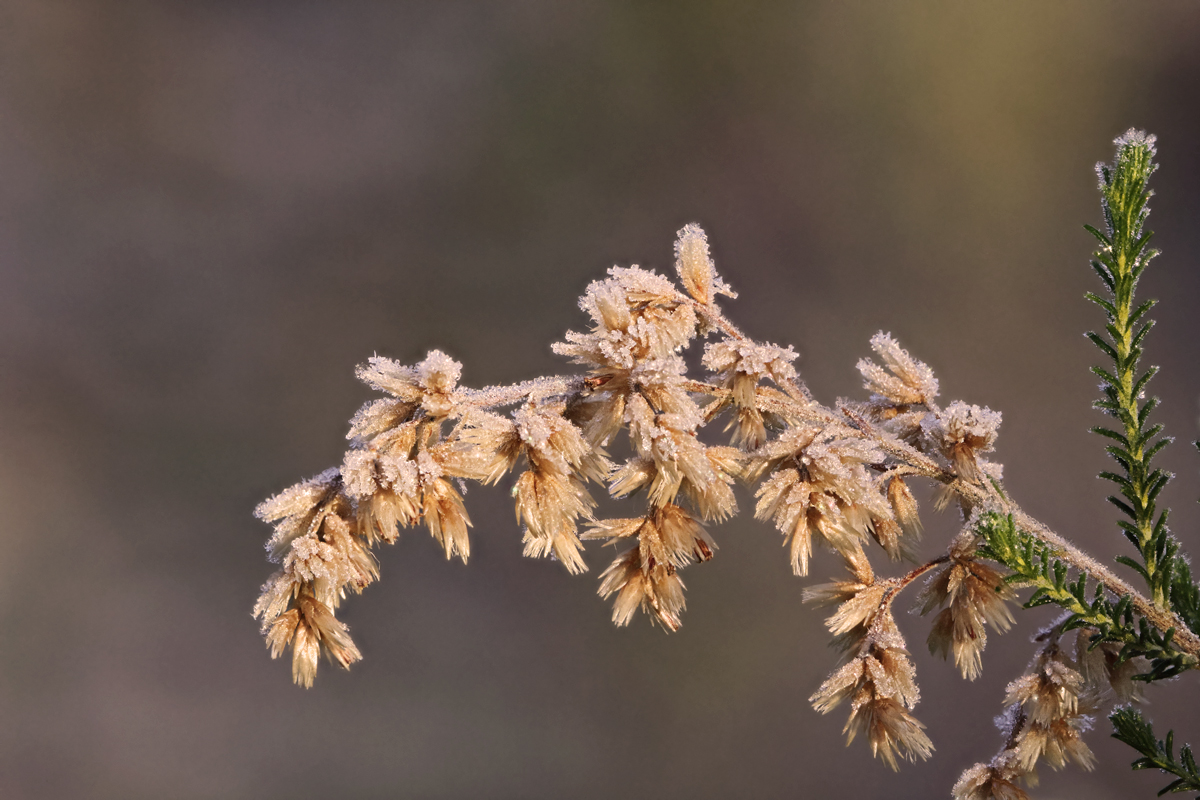
Cassinia arcuata
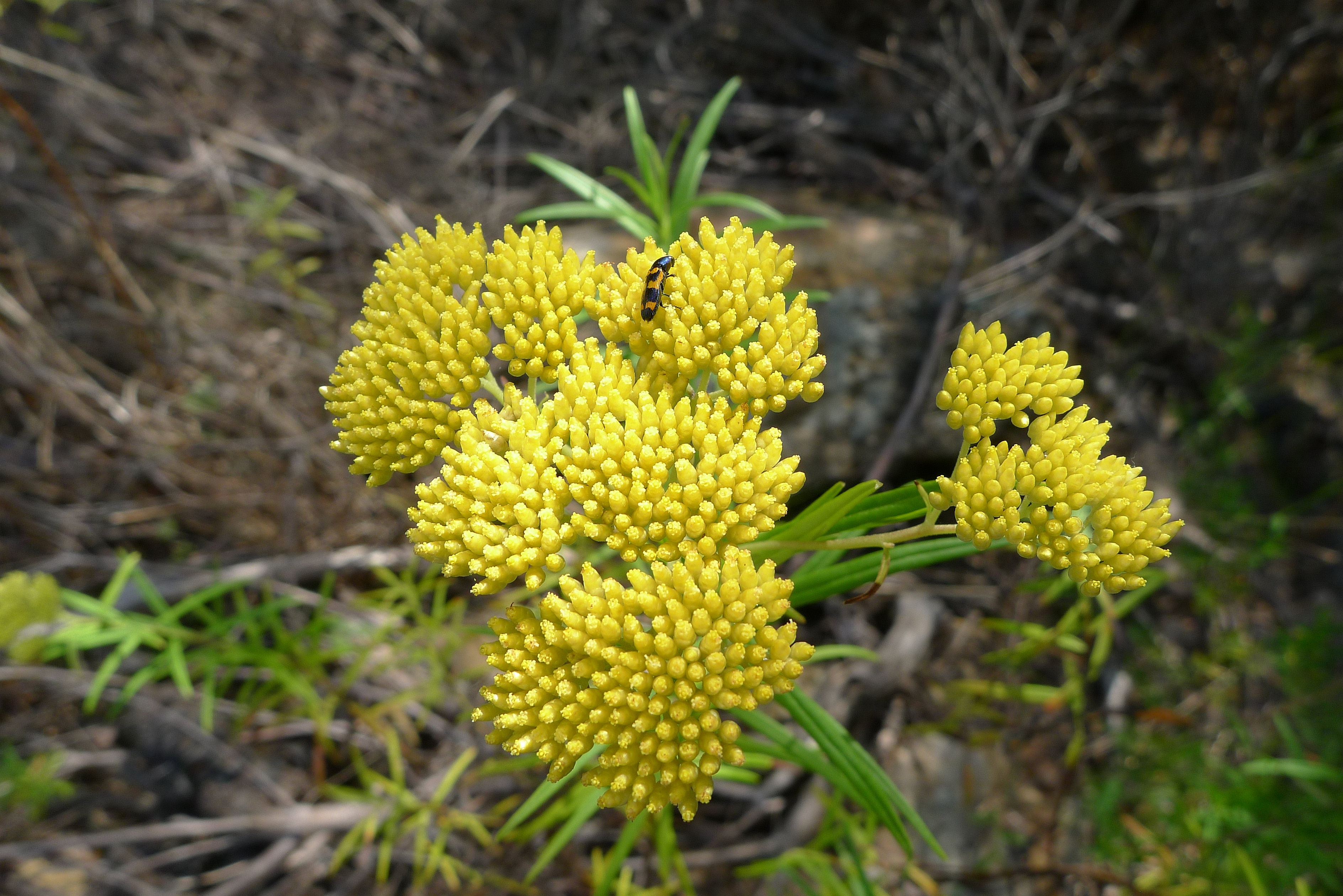
Cassinia aureonitens
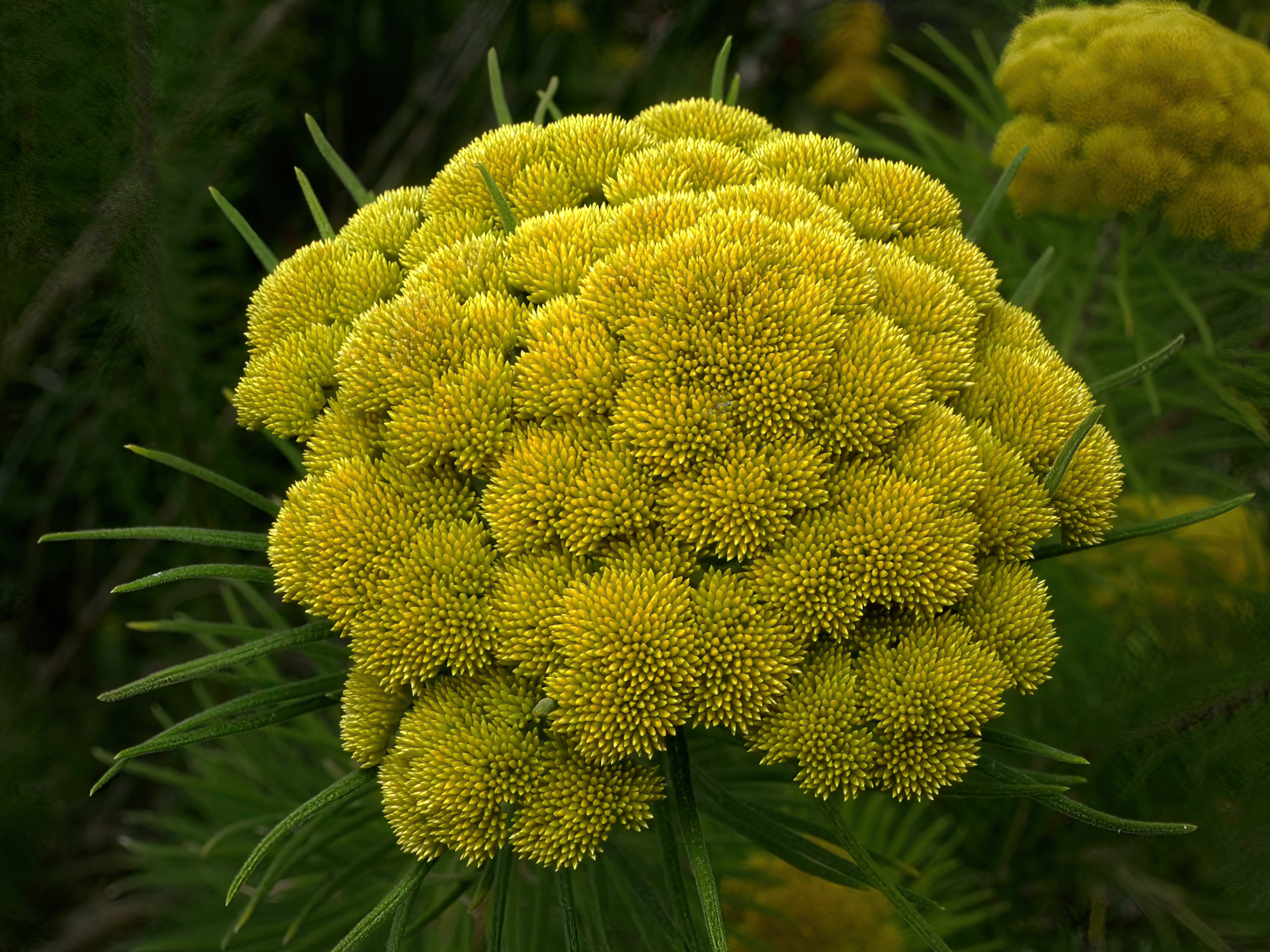
Cassinia compacta
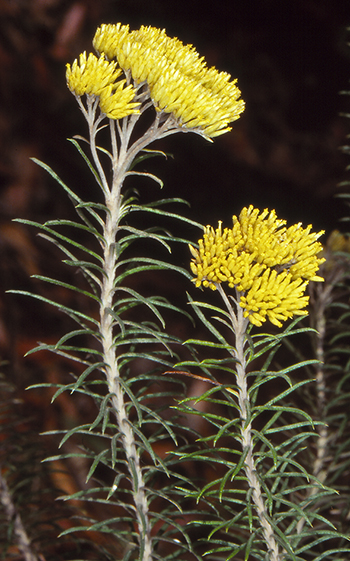
Cassinia cunninghamii

F - H - L
- Cassinia furtiva Orchard
- Cassinia helenae Orchard
- Cassinia hewsoniae Orchard
- Cassinia laevis  R.Br.
- Cassinia lepschii Orchard
- Cassinia leptocephala  F.Muell.
- Cassinia longifolia  R.Br.

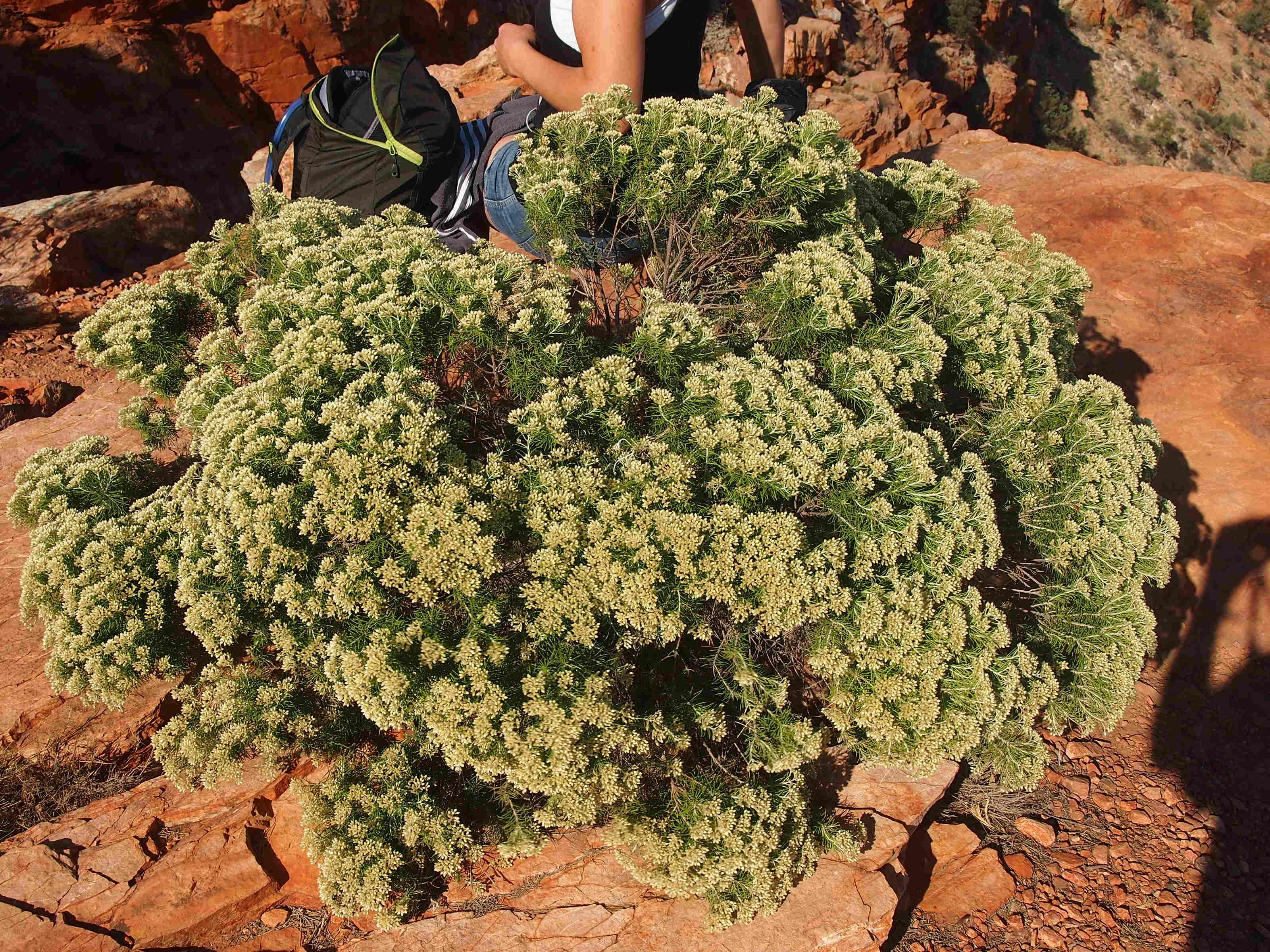
Cassinia laevis
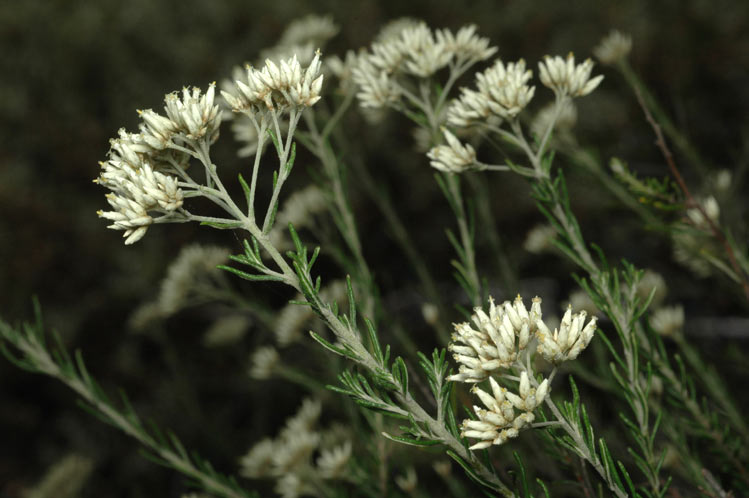
Cassinia lepschii
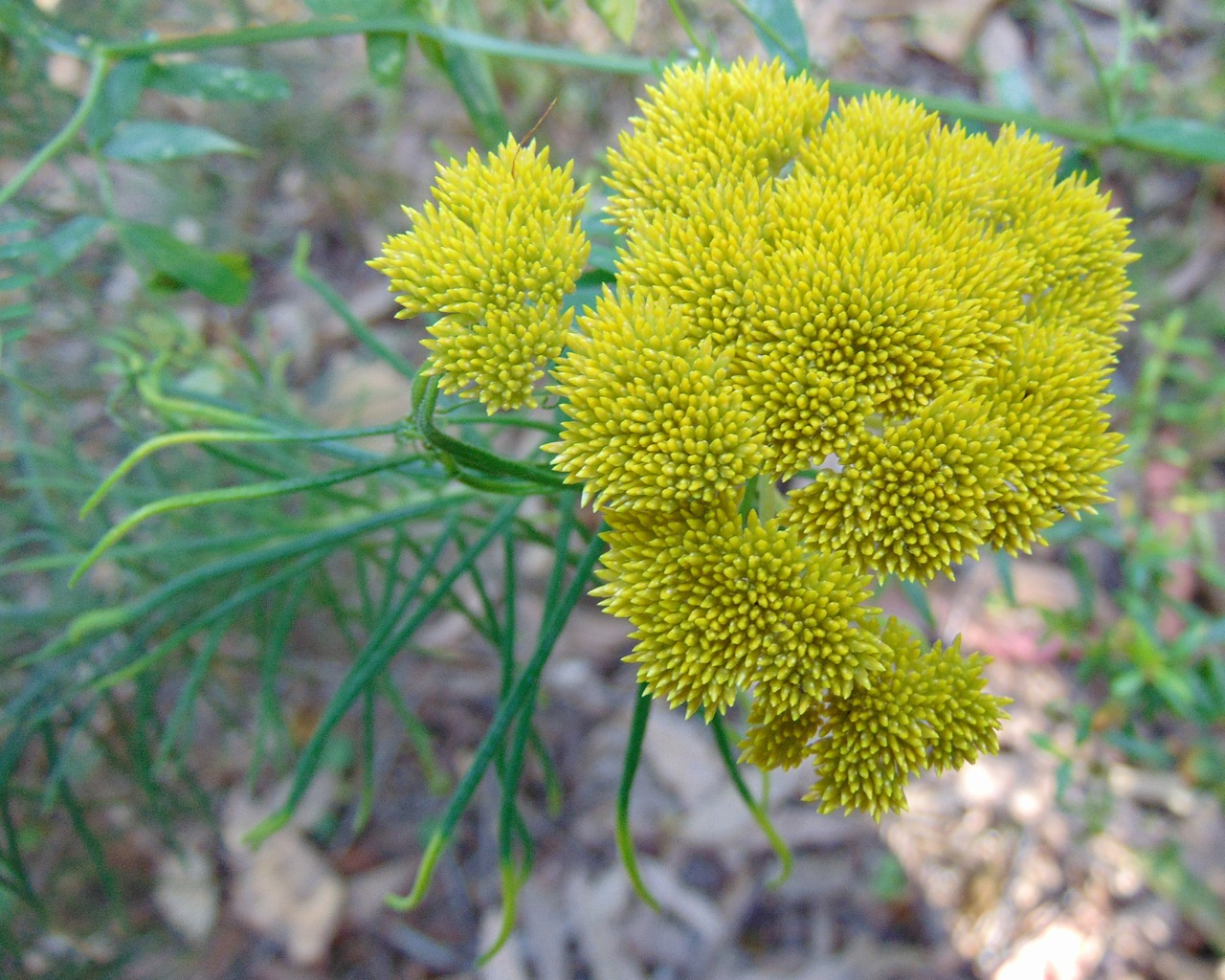
Cassinia leptocephala
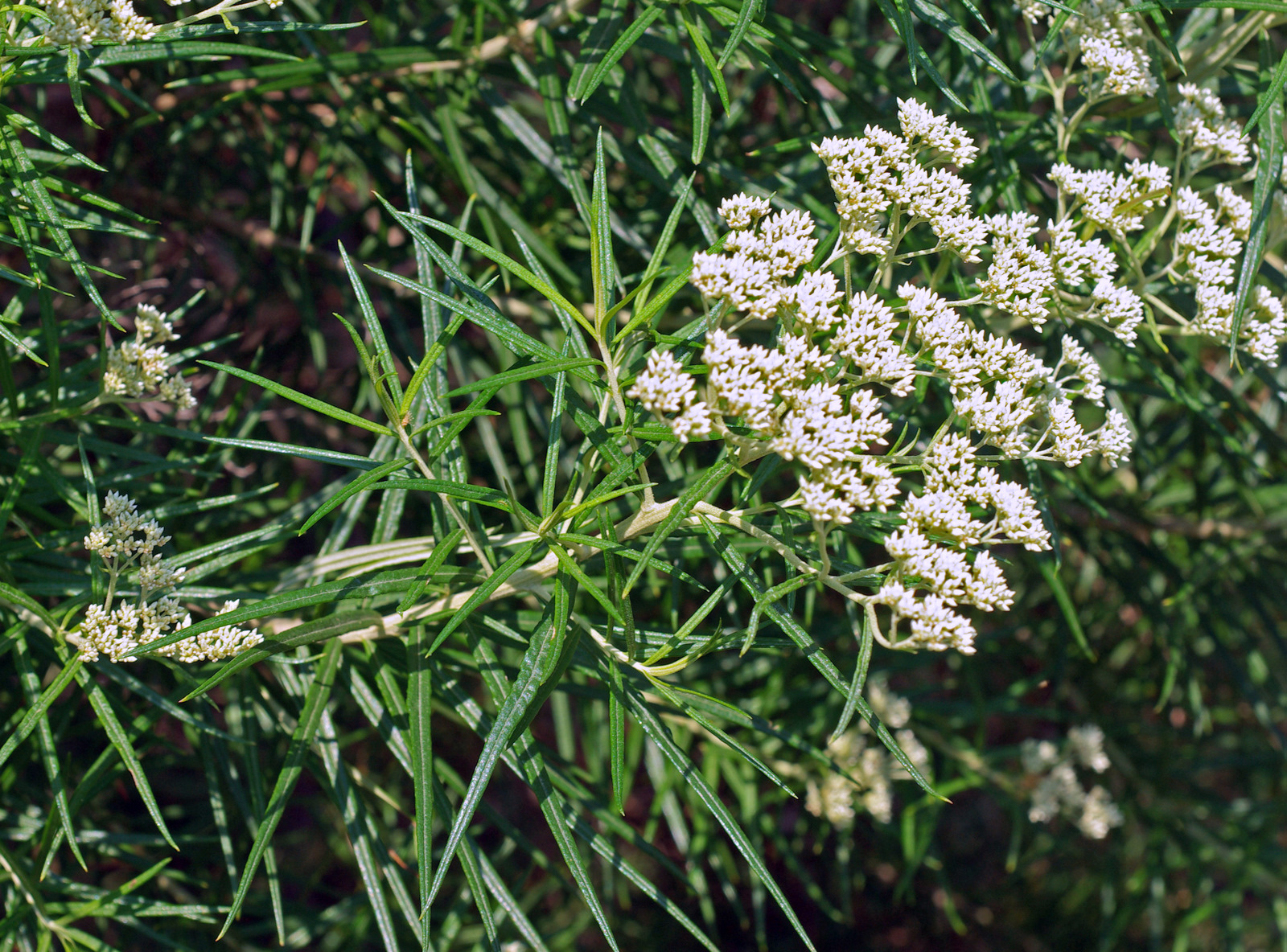
Cassinia longifolia

M - N - O
- Cassinia macrocephala Orchard
- Cassinia maritima Orchard
- Cassinia monticola Orchard
- Cassinia nivalis Orchard
- Cassinia ochracea Orchard
- Cassinia ozothamnoides  (F.Muell.) Orchard

P - Q - R - S
- Cassinia petrapendula  (Orchard) Orchard
- Cassinia quinquefaria  R.Br.
- Cassinia rugata  N.G.Walsh
- Cassinia scabrida Orchard
- Cassinia sifton Orchard
- Cassinia storyi  (Orchard) Orchard
- Cassinia straminea  (Benth.) Orchard
- Cassinia subtropica  F.Muell.

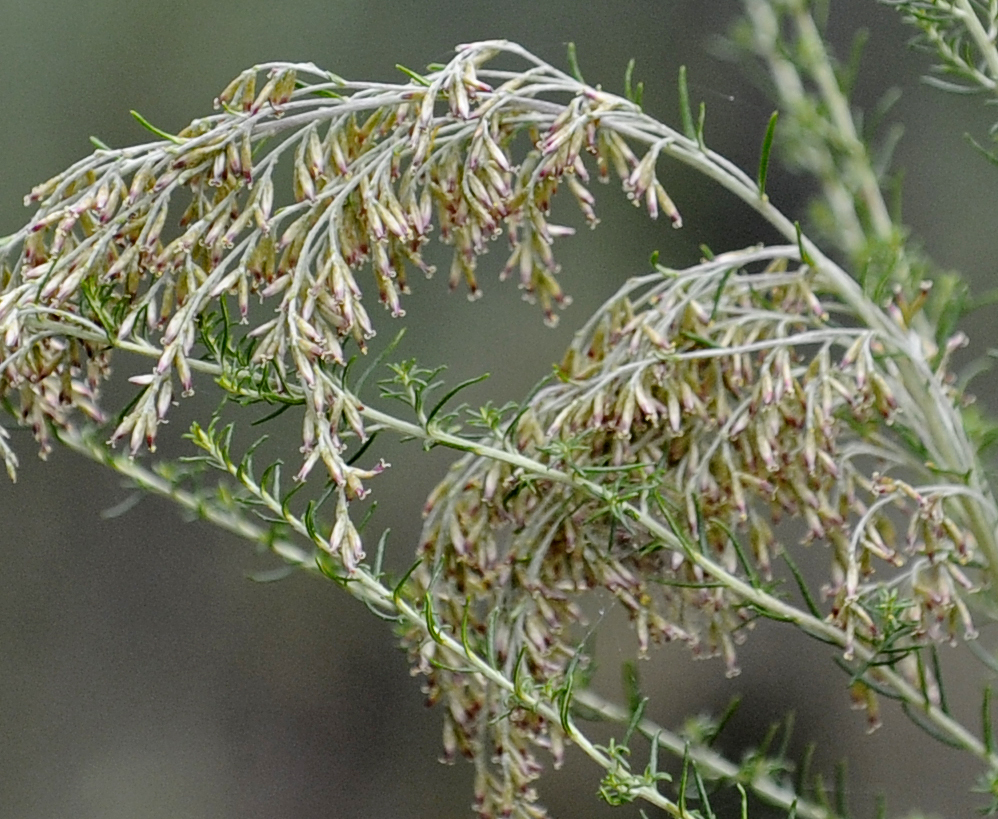
Cassinia sifton

T
- Cassinia tegulata Orchard
- Cassinia telfordii Orchard
- Cassinia tenuifolia  Benth.
- Cassinia tenuis  (Orchard) Orchard
- Cassinia theodori  F.Muell.
- Cassinia theresae Orchard
- Cassinia thinicola Orchard
- Cassinia trinerva  N.A.Wakef.

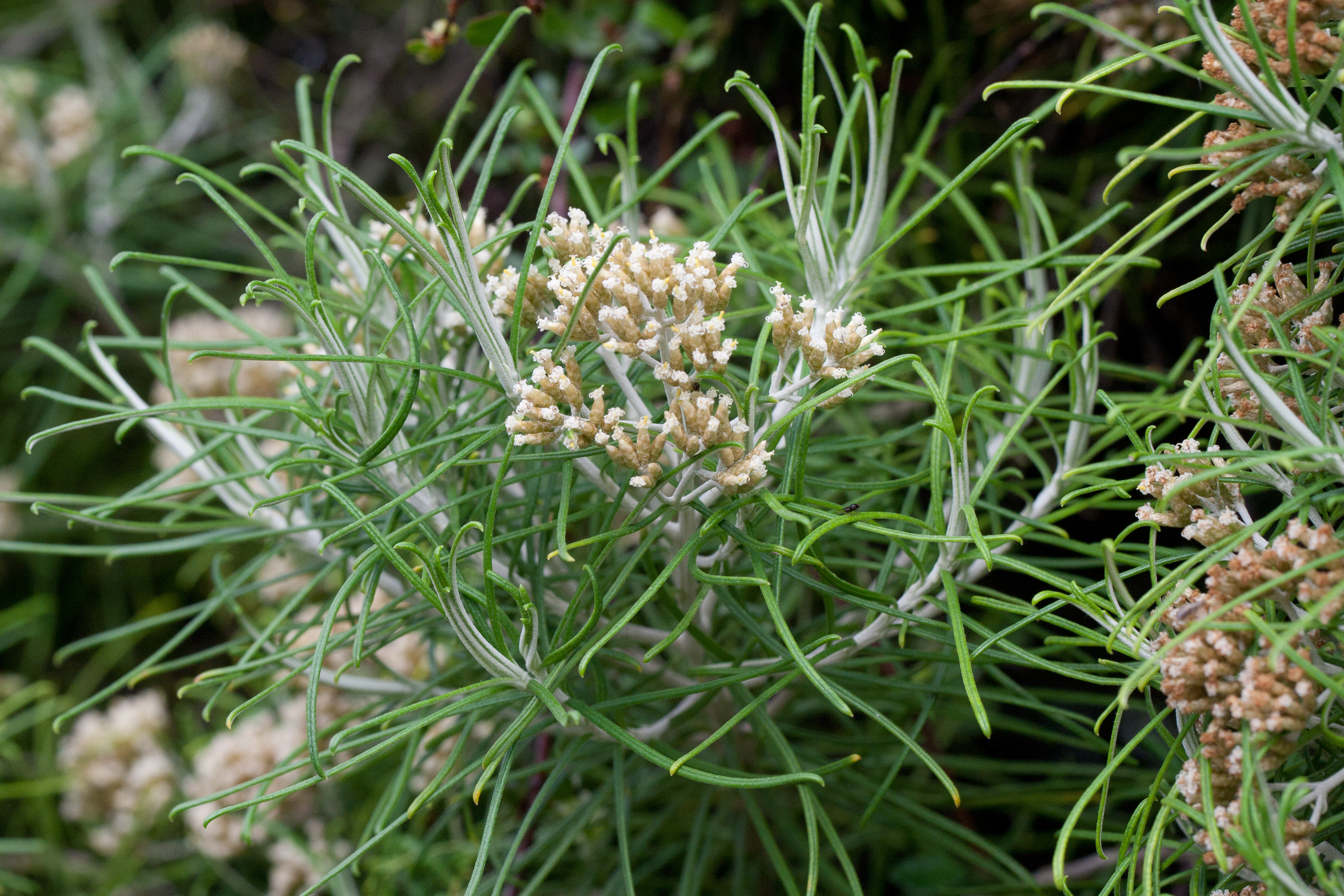
Cassinia tenuifolia
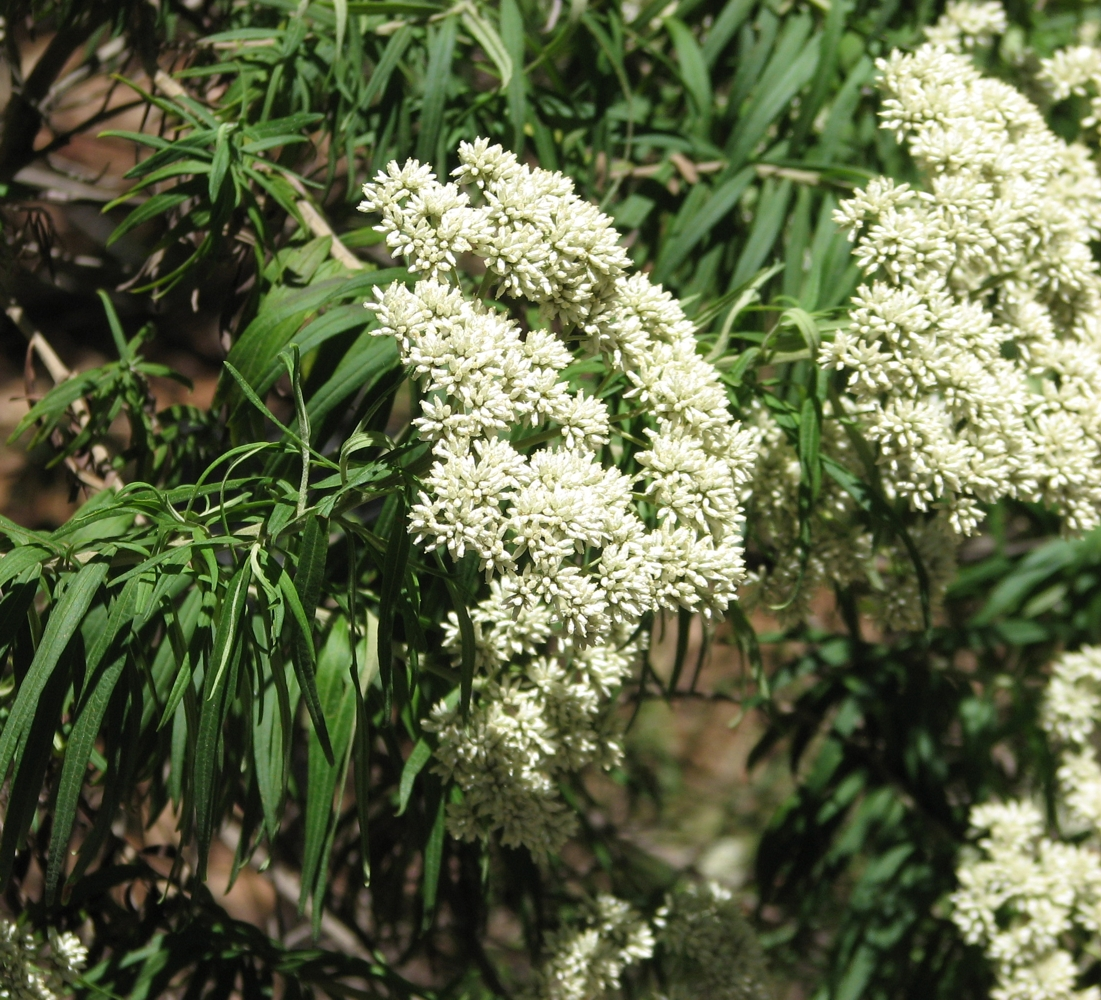
Cassinia trinerva

U - V - W
- Cassinia uncata  A.Cunn. ex DC.
- Cassinia venusta Orchard
- Cassinia wilsoniae Orchard
- Cassinia wyberbensis Orchard

### Sinonimi
Sono elencati alcuni sinonimi per questa entità:
- Achromolaena Cass.
- Chromochiton  Cass.